# Мале Пияце
Мале́ Пия́це (серб. Мале Пијаце) — село в Сербії, відноситься до общини Каніжа Північно-Банатського округу автономного краю Воєводина.
Село розташоване на лівому березі річки Кереш на захід від містечка Каніжа.

## Населення
Населення села становить 1 988 осіб (2002, перепис), з них:
- угорці — 96,4%
- серби — 1,7%,

живуть також югослави, македонці, бунєвці, хорвати, цигани, росіяни.